# Loïc Le Marrec
Loïc Le Marrec (ur. 1 marca 1977 w Rochefort) – francuski siatkarz, grający na pozycji rozgrywającego. Były reprezentant kraju. W drużynie narodowej w latach 1997–2009 rozegrał 140 spotkań.

## Sukcesy klubowe
Mistrzostwo Francji:
- 1999, 2005, 2010[1]
- 2004
- 2009

Puchar Francji:
- 2007, 2009, 2010[2]

## Sukcesy reprezentacyjne
Liga Światowa:
- 2006